# Svensk Kulturväxtdatabas
Svensk Kulturväxtdatabas (SKUD) är en referensdatabas för Sveriges kulturväxters namn, användning och naturliga förekomst, och är en av världens största databaser över ett enskilt lands kulturväxter. 2015 innehöll SKUD mer än 100 000 vetenskapliga och hortikulturella namnposter. Den är utformad till hjälp för verk, myndigheter, företag, forskare, skribenter, konsumenter och andra som har med kulturväxter att göra.
SKUD:s definition på en kulturväxt är mycket vid. Den omfattar förutom namn på i Sverige odlade prydnads-, krydd-, köks-, fiber-, medicinal-, skogsbruks- och jordbruksväxter samt frukter och bär även namn på importerade växter eller växtdelar. Hit hör livsmedel, virkesväxter, exotiska frukter, kryddor, örtmediciner, stimulantia, tekniska produkter, kosmetika och färgämnen. Unikt är att den också behandlar nyttokryptogamer, t.ex. alger, mossor och svampar.

## Historia
Databasen utvecklades som ett pilotprojekt inom Programmet för Odlad Mångfald (POM) lett av Jordbruksverket och blev tillgänglig på internet 2005. Efter att databasen tvingats stänga p.g.a. medelsbrist hösten 2011 kunde den åter öppnas i en ny version hösten 2012. Versionen utvecklades av SLU:s IT-avdelning tillsammans med de två huvudredaktörerna Björn Aldén och Svengunnar Ryman samt Mats Hjertson. SLU stod därefter som huvudman för databasen. För SKUD:s innehåll svarade Göteborgs botaniska trädgård och Evolutionsmuseet i Uppsala.
Efter att åter ha varit stängd öppnade SKUD med Blomsterlandet som huvudman den 16 oktober 2024.